# Tilapia louka
Tilapia louka is een straalvinnige vissensoort uit de familie van de cichliden (Cichlidae). De wetenschappelijke naam van de soort werd in 1969 gepubliceerd door Thys van den Audenaerde.